# Gevingåsen tunnel
Gevingåsen tunnel ist ein Eisenbahntunnel in Norwegen. Er liegt im Verlauf der Nordlandsbane zwischen Hommelvik und Hell in der Provinz Trøndelag. Der Tunnel ist 4.400 Meter lang.

## Geschichte
Der Tunnel wurde nach dem im Frühjahr 2009 erfolgten Baubeginn am 15. August 2011 fertiggestellt und am 23. August 2011 offiziell eröffnet. Durch den Bau des Tunnels reduzierte sich die Fahrzeit zwischen Værnes und Trondheim um vier bis fünf Minuten. Die Kapazität auf der Strecke zwischen Hommelvik und Hell wurde von 5,4 auf 8 Züge pro Stunde erhöht. Durch den Neubau verkürzte sich die Strecke zwischen Hommelvik und Hell um 1.627 Meter. Eine weitere positive Folge des Tunnels ist, dass ein Teil der für Erdrutsche anfälligen Strecke stillgelegt werden konnte.
Der Durchschlag erfolgte am 12. August 2010, der erste Zug fuhr am 15. August 2011 um 6 Uhr durch den Tunnel. 
Die alte Strecke zwischen Hommelvik und Muruvik Richtung Norden wurde abgerissen, während die Strecke von Muruvik in Richtung Hell und zum Hafen Muruvika als Anschlussgleis erhalten blieb.

## Technische Daten
Der Tunnel ist 4.400 Meter lang. Mit der eingleisigen Tunnelstrecke und den Anschlüssen an die alte Streckenführung entstand eine 5.700 Meter lange Neubaustrecke.
Der neue Tunnel ist für eine mögliche Elektrifizierung der Strecke zwischen Trondheim und Steinkjer sowie zwischen Trondheim und  Storlien vorbereitet.  Außerdem ist er dahingehend vorbereitet, dass eine parallele Röhre hinzugefügt werden kann. Dazu ist das Gelände außerhalb des Tunnels für den möglichen Bau eines weiteren Gleises vorhanden.
400.000 Kubikmeter Abraum wurden von Avinor für die Erweiterung des Flughafens Trondheim verwendet. Der Tunnel kreuzt 17 Meter unter dem Helltunnelen die Europastraße 6. Zwischen den beiden Tunnel ist ein gemeinsamer Rettungsweg vorhanden, zudem gibt es zwei weitere Rettungstunnel in Muruvik.